# Martin van den Ham
Martin van den Ham (Amsterdam, 15 september 1962 - Heemstede, 9 maart 2001)  
was een Nederlandse cabaretier, theatermaker en stemacteur.
Hij speelde in zowel jeugd- als volwassenvoorstellingen en deed daarbij vooral veel samen met zijn levenspartner Hetty Heyting. Samen met haar en Jon van Eerd maakte hij drie muzikale theaterproducties: 'Vreemde Trekjes', 'Bloedlink' en 'Eelt'.
Daarnaast sprak Van den Ham ook stemmen in bij Nederlandstalige versies van tekenfilms, waaronder
- Tracey uit de serie Pokémon
- Dubbel D uit Ed, Edd n Eddy (eerste stem)
- Fiver in Waterschapsheuvel
- Thoran in The Silver Brumby
- Bugs Bunny in de Nederlands gesproken Looney Tunes en in de bioscoopfilm Space Jam
- Pip in Bruine Beer in het Blauwe Huis.
- Bradley "Brad" Uppercrust III in An Extremely Goofy Movie
- Meneer Po. Captain Billy. Jason. en Gargal de woudgeest in Argaï

In september 1998 startte Van den Ham met Heyting een cabaret-improvisatietour langs kleine en middelgrote theaters in Nederland. Aan de tour kwam in 2001 een abrupt einde, toen hij in maart 2001 op 38-jarige leeftijd plotseling overleed aan een hartstilstand. 